# Крива (Тячевский район)
Крива (укр. Крива) — село в Тересвянской поселковой общине Тячевского района Закарпатской области Украины.
Население по переписи 2001 года составляло 3024 человека. Почтовый индекс — 90563. Телефонный код — 03134. Занимает площадь 0,071 км². Код КОАТУУ — 2124483401.